# Fosforan tributylu
Fosforan tributylu, TBP – organiczny związek chemiczny, ester butanolu i kwas fosforowego.
Jest to bezbarwna, bezwonna ciecz, nierozpuszczalna w wodzie, ale miesza się z etanolem. Substancja ta jest stosowana jako rozpuszczalnik organiczny, plastyfikator oraz jako ekstrahent przy ekstrakcji.
W przemyśle jądrowym rozcieńczony (15–40%, zwykle 30%) TBP stosowany jest w procesie PUREX – przy ekstrakcji uranu, plutonu i toru z wypalonych prętów paliwowych rozpuszczonych w kwasie azotowym. Popularnym rozcieńczalnikiem TBP w tym celu jest Amsco 123-15 (83% parafin, 11% związków aromatycznych, 6% naftenów). W temperaturze pokojowej jest nietoksyczny, względnie odporny na promieniowanie jonizujące i nie powoduje korozji aparatury.